# Superliga Brasileira de Voleibol Feminino de 2024–25 - Série A
A Superliga Brasileira de Voleibol Feminino de 2024–25 - Série A foi a 30ª edição desta competição organizada pela Confederação Brasileira de Voleibol. Também corresponde a 46ª edição do Campeonato Brasileiro de Voleibol Feminino, a principal competição entre clubes de voleibol feminino do Brasil. Participaram do torneio doze equipes provenientes de cinco estados brasileiros (São Paulo, Rio de Janeiro, Minas Gerais, Paraná e Santa Catarina) e do Distrito Federal. 

## Regulamento
A fase classificatória da competição foi disputada por doze equipes em dois turnos. Em cada turno, todos os times jogaram entre si uma única vez. Os jogos do segundo turno foram realizados na mesma ordem do primeiro, apenas com o mando de quadra invertido.
Os oito clubes primeiros colocados se classificaram para os play-offs. Na fase classificatória, a vitória por 3-0 ou 3-1 garante três pontos para o ganhador e nenhum ponto para o perdedor. Já com o placar de 3-2, o ganhador da partida soma dois pontos e o perdedor um. Os dois últimos colocados foram rebaixados para a Superliga B - 2026.
Na seguinte ordem foram os critérios de desempate: número de vitórias, sets average, pontos average; confronto direto (no caso de empate entre duas equipes) e por último sorteio. Os play-offs foram divididos em três fases: quartas de final, semifinais e final.
Nas quartas de final ocorreu um cruzamento entre as equipes com os melhores índices técnicos seguindo a lógica: 1ª x 8ª (A); 2ª x 7ª(B); 3ª x 6ª(C) e 4ª x 5ª(D). Estas jogaram partidas em melhor de 3 (jogos), sendo um mando de campo para cada, e o jogo de desempate, caso necessário, no ginásio da equipe com o melhor índice técnico da fase classificatória.
As semifinais foram disputadas pelas equipes que passarem das quartas de final, seguindo a lógica: vencedora do duelo A x vencedora do duelo D; vencedora do duelo B x vencedora do duelo C. Estas jogaram novamente partidas em melhor de 3 (jogos), sendo um mando de campo para cada e o jogo de desempate, caso necessário, no ginásio da equipe com o melhor índice técnico da fase classificatória.
Nas quartas de final e semifinais, o primeiro jogo da série foi na casa da equipe com pior índice técnico da fase classificatória. A terceira e a quarta colocação foram definidas pelo melhor índice técnico da fase classificatória.
Os sets do torneio foram disputados até 25 pontos com a diferença mínima de dois pontos (com exceção do quinto set, cujo vencedor foi a equipe que fizer 15 pontos com pelo menos dois de diferença).

## Equipes participantes
Doze equipes participaram da Superliga Feminina de 2024/25. Foram elas :
| Equipe                     | Cidade         | Pos. temporada 2023/24 | Ginásio                    | Capacidade | Títulos | Sesi/Bauru Brasília Vôlei Minas Mackenzie Pinheiros Paulistano/Barueri Maringá Praia Clube Osasco ABEL Flamengo FluminenseLocalização das equipes participantes da Superliga A de 2024–25 |
| -------------------------- | -------------- | ---------------------- | -------------------------- | ---------- | ------- | --- |
| ABEL Moda Vôlei            | Brusque        | 2º (B)                 | Arena Multiuso             | 4 250      | 0       | Sesi/Bauru Brasília Vôlei Minas Mackenzie Pinheiros Paulistano/Barueri Maringá Praia Clube Osasco ABEL Flamengo FluminenseLocalização das equipes participantes da Superliga A de 2024–25 |
| Paulistano/Barueri         | Barueri        | 8º (A)                 | Poliesportivo José Corrêa  | 5 000      | 0       | Sesi/Bauru Brasília Vôlei Minas Mackenzie Pinheiros Paulistano/Barueri Maringá Praia Clube Osasco ABEL Flamengo FluminenseLocalização das equipes participantes da Superliga A de 2024–25 |
| Batavo Mackenzie           | Belo Horizonte | 1º (B)                 | Ginásio do Mackenzie       | 900        | 0       | Sesi/Bauru Brasília Vôlei Minas Mackenzie Pinheiros Paulistano/Barueri Maringá Praia Clube Osasco ABEL Flamengo FluminenseLocalização das equipes participantes da Superliga A de 2024–25 |
| Brasília Vôlei             | Brasília       | 10º (A)                | Sesi Taguatinga            | 1 280      | 0       | Sesi/Bauru Brasília Vôlei Minas Mackenzie Pinheiros Paulistano/Barueri Maringá Praia Clube Osasco ABEL Flamengo FluminenseLocalização das equipes participantes da Superliga A de 2024–25 |
| Dentil Praia Clube         | Uberlândia     | 2º (A)                 | Arena Praia                | 3 000      | 2       | Sesi/Bauru Brasília Vôlei Minas Mackenzie Pinheiros Paulistano/Barueri Maringá Praia Clube Osasco ABEL Flamengo FluminenseLocalização das equipes participantes da Superliga A de 2024–25 |
| Fluminense                 | Rio de Janeiro | 6º (A)                 | Ginásio da Hebraica        | 1 000      | 2       | Sesi/Bauru Brasília Vôlei Minas Mackenzie Pinheiros Paulistano/Barueri Maringá Praia Clube Osasco ABEL Flamengo FluminenseLocalização das equipes participantes da Superliga A de 2024–25 |
| Gerdau Minas               | Belo Horizonte | 1º (A)                 | Arena UniBH                | 3 650      | 6       | Sesi/Bauru Brasília Vôlei Minas Mackenzie Pinheiros Paulistano/Barueri Maringá Praia Clube Osasco ABEL Flamengo FluminenseLocalização das equipes participantes da Superliga A de 2024–25 |
| Osasco São Cristóvão Saúde | Osasco         | 4º (A)                 | José Liberatti             | 4 500      | 5       | Sesi/Bauru Brasília Vôlei Minas Mackenzie Pinheiros Paulistano/Barueri Maringá Praia Clube Osasco ABEL Flamengo FluminenseLocalização das equipes participantes da Superliga A de 2024–25 |
| Pinheiros                  | São Paulo      | 7º (A)                 | Henrique Villaboim         | 850        | 0       | Sesi/Bauru Brasília Vôlei Minas Mackenzie Pinheiros Paulistano/Barueri Maringá Praia Clube Osasco ABEL Flamengo FluminenseLocalização das equipes participantes da Superliga A de 2024–25 |
| Sesc RJ/Flamengo           | Rio de Janeiro | 3º (A)                 | Ginásio Álvaro Vieira Lima | 2 000      | 12      | Sesi/Bauru Brasília Vôlei Minas Mackenzie Pinheiros Paulistano/Barueri Maringá Praia Clube Osasco ABEL Flamengo FluminenseLocalização das equipes participantes da Superliga A de 2024–25 |
| Sesi/Vôlei Bauru           | Bauru          | 5º (A)                 | Ginásio Paulo Skaf         | 5 000      | 0       | Sesi/Bauru Brasília Vôlei Minas Mackenzie Pinheiros Paulistano/Barueri Maringá Praia Clube Osasco ABEL Flamengo FluminenseLocalização das equipes participantes da Superliga A de 2024–25 |
| Unilife Maringá            | Maringá        | 9º (A)                 | Ginásio Chico Neto         | 4 800      | 0       | Sesi/Bauru Brasília Vôlei Minas Mackenzie Pinheiros Paulistano/Barueri Maringá Praia Clube Osasco ABEL Flamengo FluminenseLocalização das equipes participantes da Superliga A de 2024–25 |

## Fase classificatória

### Classificação
- Vitória por 3 sets a 0 ou 3 a 1: 3 pontos para o vencedor;
- Vitória por 3 sets a 2: 2 pontos para o vencedor e 1 ponto para o perdedor.
- Não comparecimento, a equipe perde 2 pontos.
- Em caso de igualdade por pontos, os seguintes critérios servem como desempate: número de vitórias, razão de sets e razão de ralis.

|  |                                                       |
|  | (Q) - Equipes classificadas às quartas-de-final.      |
|  | Equipes eliminadas e mantidas para a Série A 2025–26. |
|  | (R) - Equipes rebaixadas para a Série B 2026.         |

|     |                            |     | Jogos | Jogos | Jogos | Resultados | Resultados | Resultados | Resultados | Resultados | Resultados | Sets | Sets | Sets  | Pontos | Pontos | Pontos |
| Pos | Equipe                     | Pts | T     | V     | D     | 3–0        | 3–1        | 3–2        | 2–3        | 1–3        | 0–3        | V    | P    | R     | V      | P      | R      |
| --- | -------------------------- | --- | ----- | ----- | ----- | ---------- | ---------- | ---------- | ---------- | ---------- | ---------- | ---- | ---- | ----- | ------ | ------ | ------ |
| 1   | Dentil Praia Clube         | 53  | 22    | 19    | 3     | 5          | 9          | 5          | 1          | 1          | 1          | 60   | 28   | 2.143 | 2027   | 1855   | 1.093  |
| 2   | Gerdau Minas               | 48  | 22    | 17    | 5     | 9          | 3          | 5          | 2          | 3          | 0          | 58   | 28   | 2.071 | 1987   | 1809   | 1.098  |
| 3   | Osasco São Cristóvão Saúde | 47  | 22    | 15    | 7     | 10         | 4          | 1          | 3          | 3          | 1          | 54   | 27   | 2,000 | 1890   | 1718   | 1.100  |
| 4   | Fluminense                 | 43  | 22    | 15    | 7     | 4          | 7          | 4          | 2          | 2          | 3          | 51   | 36   | 1.417 | 1921   | 1845   | 1.041  |
| 5   | Sesi/Vôlei Bauru           | 42  | 22    | 14    | 8     | 10         | 3          | 1          | 1          | 2          | 5          | 46   | 29   | 1.586 | 1700   | 1599   | 1.063  |
| 6   | Sesc RJ/Flamengo           | 42  | 22    | 13    | 9     | 6          | 7          | 0          | 3          | 4          | 2          | 49   | 34   | 1.441 | 1907   | 1764   | 1.081  |
| 7   | Paulistano/Barueri         | 29  | 22    | 10    | 12    | 4          | 3          | 3          | 2          | 7          | 3          | 41   | 45   | 0.911 | 1914   | 1926   | 0.994  |
| 8   | Unilife Maringá            | 23  | 22    | 7     | 15    | 4          | 2          | 1          | 3          | 7          | 5          | 34   | 49   | 0.694 | 1792   | 1873   | 0.957  |
| 9   | Batavo Mackenzie           | 23  | 22    | 7     | 15    | 2          | 3          | 2          | 4          | 5          | 6          | 34   | 52   | 0.654 | 1805   | 1912   | 0.944  |
| 10  | Brasília Vôlei             | 22  | 22    | 7     | 15    | 4          | 2          | 1          | 2          | 5          | 8          | 30   | 49   | 0.612 | 1728   | 1813   | 0.953  |
| 11  | EC Pinheiros               | 19  | 22    | 7     | 15    | 2          | 3          | 2          | 0          | 6          | 9          | 27   | 52   | 0.519 | 1678   | 1839   | 0.912  |
| 12  | ABEL Moda Vôlei            | 5   | 22    | 1     | 21    | 0          | 1          | 0          | 2          | 2          | 17         | 9    | 64   | 0.141 | 1165   | 1511   | 0.771  |

- Atualizado até 22 de março de 2025

### Turno
- Local: Os times do lado esquerdo da tabela jogam em casa. [3]

#### 1ª Rodada
| Data       | Hora  |                    | Placar |                            | Set 1 | Set 2 | Set 3 | Set 4 | Set 5 | Total | Relatório |
| ---------- | ----- | ------------------ | ------ | -------------------------- | ----- | ----- | ----- | ----- | ----- | ----- | --------- |
| 16/10/2024 | 18:30 | Dentil Praia Clube | 3–0    | Batavo Mackenzie           | 25–22 | 25–21 | 25–23 |       |       | 75–66 | Relatório |
| 18/10/2024 | 18:30 | Gerdau Minas       | 3–0    | ABEL Moda Vôlei            | 25–19 | 25–22 | 25–12 |       |       | 75–53 | Relatório |
| 19/10/2024 | 16:00 | Fluminense         | 3–1    | Pinheiros                  | 25–19 | 21–25 | 25–16 | 25–23 |       | 96–83 | Relatório |
| 19/10/2024 | 18:00 | Paulistano/Barueri | 1–3    | Sesi/Vôlei Bauru           | 25–17 | 20–25 | 18–25 | 22–25 |       | 85–92 | Relatório |
| 21/10/2024 | 18:30 | Brasília Vôlei     | 1–3    | Sesc RJ/Flamengo           | 16–25 | 20–25 | 25–23 | 22–25 |       | 83–98 | Relatório |
| 21/10/2024 | 21:30 | Unilife Maringá    | 0–3    | Osasco São Cristóvão Saúde | 15–25 | 20–25 | 20–25 |       |       | 55–75 | Relatório |

#### 2ª Rodada
| Data       | Hora  |                            | Placar |                    | Set 1 | Set 2 | Set 3 | Set 4 | Set 5 | Total   | Relatório |
| ---------- | ----- | -------------------------- | ------ | ------------------ | ----- | ----- | ----- | ----- | ----- | ------- | --------- |
| 24/10/2024 | 18:30 | Sesi/Vôlei Bauru           | 2–3    | Pinheiros          | 25–22 | 19–25 | 25–19 | 19–25 | 9–15  | 97–106  | Relatório |
| 25/10/2024 | 18:30 | Sesc RJ/Flamengo           | 1–3    | Unilife Maringá    | 25–27 | 25–23 | 23–25 | 12–25 |       | 85–100  | Relatório |
| 25/10/2024 | 19:30 | ABEL Moda Vôlei            | 0–3    | Fluminense         | 14–25 | 19–25 | 16–25 |       |       | 49–75   | Relatório |
| 25/10/2024 | 21:30 | Osasco São Cristóvão Saúde | 3–1    | Paulistano/Barueri | 22–25 | 25–16 | 25–22 | 25–12 |       | 97–75   | Relatório |
| 26/10/2024 | 18:00 | Batavo Mackenzie           | 2–3    | Gerdau Minas       | 20–25 | 23–25 | 27–25 | 25–17 | 10–15 | 105–107 | Relatório |
| 28/10/2024 | 18:30 | Dentil Praia Clube         | 3–1    | Brasília Vôlei     | 25–14 | 25–19 | 23–25 | 25–23 |       | 98–81   | Relatório |

#### 3ª Rodada
| Data       | Hora  |                    | Placar |                            | Set 1 | Set 2 | Set 3 | Set 4 | Set 5 | Total | Relatório |
| ---------- | ----- | ------------------ | ------ | -------------------------- | ----- | ----- | ----- | ----- | ----- | ----- | --------- |
| 31/10/2024 | 18:30 | Fluminense         | 0–3    | Sesi/Vôlei Bauru           | 16–25 | 14–25 | 21–25 |       |       | 51–75 | Relatório |
| 01/11/2024 | 18:30 | Pinheiros          | 0–3    | Osasco São Cristóvão Saúde | 19–25 | 14–25 | 17–25 |       |       | 50–75 | Relatório |
| 01/11/2024 | 21:30 | Paulistano/Barueri | 1–3    | Sesc RJ/Flamengo           | 17–25 | 25–12 | 20–25 | 20–25 |       | 82–87 | Relatório |
| 02/11/2024 | 18:30 | Unilife Maringá    | 1–3    | Dentil Praia Clube         | 17–25 | 25–23 | 21–25 | 20–25 |       | 83–98 | Relatório |
| 04/11/2024 | 18:30 | Brasília Vôlei     | 0–3    | Gerdau Minas               | 23–25 | 19–25 | 23–25 |       |       | 65–75 | Relatório |
| 04/11/2024 | 21:30 | Batavo Mackenzie   | 3–0    | ABEL Moda Vôlei            | 25–12 | 25–19 | 25–17 |       |       | 75–48 | Relatório |

#### 4ª Rodada
| Data       | Hora  |                            | Placar |                    | Set 1 | Set 2 | Set 3 | Set 4 | Set 5 | Total | Relatório |
| ---------- | ----- | -------------------------- | ------ | ------------------ | ----- | ----- | ----- | ----- | ----- | ----- | --------- |
| 07/11/2024 | 18:30 | Dentil Praia Clube         | 3–0    | Paulistano/Barueri | 25–22 | 25–22 | 25–16 |       |       | 75–60 | Relatório |
| 08/11/2024 | 18:30 | Batavo Mackenzie           | 1–3    | Brasília Vôlei     | 25–16 | 13–25 | 21–25 | 21–25 |       | 80–91 | Relatório |
| 08/11/2024 | 21:30 | Sesc RJ/Flamengo           | 3–1    | Pinheiros          | 25–17 | 25–14 | 21–25 | 25–20 |       | 96–76 | Relatório |
| 09/11/2024 | 18:30 | Gerdau Minas               | 3–1    | Unilife Maringá    | 25–22 | 22–25 | 25–23 | 25–16 |       | 97–86 | Relatório |
| 09/11/2024 | 20:00 | Osasco São Cristóvão Saúde | 3–0    | Fluminense         | 25–23 | 26–24 | 25–17 |       |       | 76–64 | Relatório |
| 11/11/2024 | 18:30 | ABEL Moda Vôlei            | 0–3    | Sesi/Vôlei Bauru   | 17–25 | 24–26 | 20–25 |       |       | 61–76 | Relatório |

#### 5ª Rodada
| Data       | Hora  |                    | Placar |                            | Set 1 | Set 2 | Set 3 | Set 4 | Set 5 | Total   | Relatório |
| ---------- | ----- | ------------------ | ------ | -------------------------- | ----- | ----- | ----- | ----- | ----- | ------- | --------- |
| 13/11/2024 | 21:30 | Unilife Maringá    | 2–3    | Batavo Mackenzie           | 25–23 | 20–25 | 25–17 | 21–25 | 9–15  | 100–105 | Relatório |
| 15/11/2024 | 18:30 | Sesi/Vôlei Bauru   | 0–3    | Osasco São Cristóvão Saúde | 20–25 | 16–25 | 20–25 |       |       | 56–75   | Relatório |
| 15/11/2024 | 19:30 | Brasília Vôlei     | 3–0    | ABEL Moda Vôlei            | 25–14 | 25–16 | 25–10 |       |       | 75–40   | Relatório |
| 15/11/2024 | 21:30 | Fluminense         | 3–1    | Sesc RJ/Flamengo           | 25–18 | 16–25 | 25–21 | 25–15 |       | 91–79   | Relatório |
| 16/11/2024 | 18:00 | Paulistano/Barueri | 1–3    | Gerdau Minas               | 25–27 | 23–25 | 25–21 | 20–25 |       | 93–98   | Relatório |
| 16/11/2024 | 21:00 | Pinheiros          | 1–3    | Dentil Praia Clube         | 25–22 | 23–25 | 15–25 | 11–25 |       | 74–97   | Relatório |

#### 6ª Rodada
| Data       | Hora  |                            | Placar |                    | Set 1 | Set 2 | Set 3 | Set 4 | Set 5 | Total   | Relatório |
| ---------- | ----- | -------------------------- | ------ | ------------------ | ----- | ----- | ----- | ----- | ----- | ------- | --------- |
| 21/11/2024 | 18:30 | Gerdau Minas               | 3–0    | Pinheiros          | 25–16 | 25–10 | 25–21 |       |       | 75–47   | Relatório |
| 22/11/2024 | 18:30 | Brasília Vôlei             | 3–2    | Unilife Maringá    | 19–25 | 25–17 | 21–25 | 29–27 | 15–13 | 109–107 | Relatório |
| 22/11/2024 | 21:30 | Sesc RJ/Flamengo           | 2–3    | Sesi/Vôlei Bauru   | 25–22 | 15–25 | 25–17 | 21–25 | 13–15 | 99–104  | Relatório |
| 23/11/2024 | 18:30 | Dentil Praia Clube         | 3–2    | Fluminense         | 20–25 | 24–26 | 28–26 | 25–11 | 15–8  | 112–96  | Relatório |
| 25/11/2024 | 18:30 | Batavo Mackenzie           | 3–1    | Paulistano/Barueri | 25–23 | 18–25 | 25–15 | 25–20 |       | 93–83   | Relatório |
| 26/11/2024 | 18:30 | Osasco São Cristóvão Saúde | 3–0    | ABEL Moda Vôlei    | 25–18 | 25–15 | 25–20 |       |       | 75–53   | Relatório |

#### 7ª Rodada
| Data       | Hora  |                            | Placar |                    | Set 1 | Set 2 | Set 3 | Set 4 | Set 5 | Total   | Relatório |
| ---------- | ----- | -------------------------- | ------ | ------------------ | ----- | ----- | ----- | ----- | ----- | ------- | --------- |
| 05/11/2024 | 21:30 | Osasco São Cristóvão Saúde | 1–3    | Sesc RJ/Flamengo   | 19–25 | 22–25 | 25–20 | 23–25 |       | 89–95   | Relatório |
| 28/11/2024 | 21:30 | Fluminense                 | 2–3    | Gerdau Minas       | 25–21 | 23–25 | 25–18 | 23–25 | 10–15 | 106–104 | Relatório |
| 29/11/2024 | 18:30 | Sesi/Vôlei Bauru           | 3–0    | Dentil Praia Clube | 25–20 | 25–19 | 25–18 |       |       | 75–57   | Relatório |
| 29/11/2024 | 21:30 | Paulistano/Barueri         | 3–0    | Brasília Vôlei     | 25–17 | 33–31 | 25–17 |       |       | 83–65   | Relatório |
| 30/11/2024 | 14:00 | Unilife Maringá            | 3–0    | ABEL Moda Vôlei    | 25–15 | 25–15 | 25–19 |       |       | 75–49   | Relatório |
| 30/11/2024 | 21:30 | Pinheiros                  | 0–3    | Batavo Mackenzie   | 21–25 | 22–25 | 14–25 |       |       | 57–75   | Relatório |

#### 8ª Rodada
| Data       | Hora  |                    | Placar |                            | Set 1 | Set 2 | Set 3 | Set 4 | Set 5 | Total  | Relatório |
| ---------- | ----- | ------------------ | ------ | -------------------------- | ----- | ----- | ----- | ----- | ----- | ------ | --------- |
| 03/12/2024 | 18:30 | Gerdau Minas       | 3–0    | Sesi/Vôlei Bauru           | 25–15 | 25–18 | 25–18 |       |       | 75–51  | Relatório |
| 03/12/2024 | 19:00 | Unilife Maringá    | 2–3    | Paulistano/Barueri         | 17–25 | 25–22 | 25–23 | 23–25 | 8–15  | 98–110 | Relatório |
| 03/12/2024 | 21:30 | Dentil Praia Clube | 3–2    | Osasco São Cristóvão Saúde | 25–21 | 20–25 | 14–25 | 25–20 | 15–12 | 99–103 | Relatório |
| 04/12/2024 | 19:00 | Batavo Mackenzie   | 2–3    | Fluminense                 | 20–25 | 25–23 | 25–20 | 17–25 | 10–15 | 97–108 | Relatório |
| 04/12/2024 | 21:30 | Brasília Vôlei     | 3–0    | Pinheiros                  | 25–19 | 25–22 | 25–22 |       |       | 75–63  | Relatório |
| 13/12/2024 | 21:30 | Sesc RJ/Flamengo   | 3–0    | ABEL Moda Vôlei            | 25–21 | 25–16 | 25–14 |       |       | 75–51  | Relatório |

#### 9ª Rodada
| Data       | Hora  |                            | Placar |                    | Set 1 | Set 2 | Set 3 | Set 4 | Set 5 | Total   | Relatório |
| ---------- | ----- | -------------------------- | ------ | ------------------ | ----- | ----- | ----- | ----- | ----- | ------- | --------- |
| 19/11/2024 | 18:30 | Sesc RJ/Flamengo           | 2–3    | Dentil Praia Clube | 26–24 | 25–12 | 22–25 | 22–25 | 16–18 | 111–104 | Relatório |
| 06/12/2024 | 18:30 | Paulistano/Barueri         | 3–2    | ABEL Moda Vôlei    | 22–25 | 31–29 | 22–25 | 25–21 | 15–7  | 115–107 | Relatório |
| 06/12/2024 | 21:30 | Osasco São Cristóvão Saúde | 2–3    | Gerdau Minas       | 25–18 | 19–25 | 20–25 | 25–23 | 14–16 | 103–107 | Relatório |
| 09/12/2024 | 18:30 | Fluminense                 | 3–1    | Brasília Vôlei     | 25–20 | 18–25 | 25–16 | 25–19 |       | 93–80   | Relatório |
| 09/12/2024 | 21:30 | Sesi/Vôlei Bauru           | 3–0    | Batavo Mackenzie   | 25–18 | 25–18 | 25–15 |       |       | 75–51   | Relatório |
| 10/12/2024 | 18:00 | Pinheiros                  | 0–3    | Unilife Maringá    | 22–25 | 22–25 | 21–25 |       |       | 65–75   | Relatório |

#### 10ª Rodada
| Data       | Hora  |                    | Placar |                            | Set 1 | Set 2 | Set 3 | Set 4 | Set 5 | Total  | Relatório |
| ---------- | ----- | ------------------ | ------ | -------------------------- | ----- | ----- | ----- | ----- | ----- | ------ | --------- |
| 22/10/2024 | 18:30 | Dentil Praia Clube | 3–0    | ABEL Moda Vôlei            | 25–16 | 25–18 | 25–21 |       |       | 75–55  | Relatório |
| 12/11/2024 | 21:30 | Sesc RJ/Flamengo   | 3–1    | Gerdau Minas               | 25–14 | 19–25 | 25–13 | 25–23 |       | 94–75  | Relatório |
| 13/12/2024 | 18:30 | Pinheiros          | 3–1    | Paulistano/Barueri         | 25–17 | 25–18 | 25–27 | 25–17 |       | 100–79 | Relatório |
| 13/12/2024 | 21:30 | Unilife Maringá    | 1–3    | Fluminense                 | 22–25 | 17–25 | 25–23 | 23–25 |       | 87–98  | Relatório |
| 16/12/2024 | 18:30 | Batavo Mackenzie   | 0–3    | Osasco São Cristóvão Saúde | 23–25 | 14–25 | 22–25 |       |       | 59–75  | Relatório |
| 16/12/2024 | 21:30 | Sesi/Vôlei Bauru   | 3–0    | Brasília Vôlei             | 25–17 | 25–23 | 25–19 |       |       | 75–59  | Relatório |

#### 11ª Rodada
| Data       | Hora  |                            | Placar |                  | Set 1 | Set 2 | Set 3 | Set 4 | Set 5 | Total  | Relatório |
| ---------- | ----- | -------------------------- | ------ | ---------------- | ----- | ----- | ----- | ----- | ----- | ------ | --------- |
| 10/12/2024 | 21:00 | Dentil Praia Clube         | 3–2    | Gerdau Minas     | 15–25 | 25–21 | 16–25 | 25–23 | 15–12 | 96–106 | Relatório |
| 20/12/2024 | 18:30 | Batavo Mackenzie           | 1–3    | Sesc RJ/Flamengo | 25–19 | 17–25 | 13–25 | 15–25 |       | 70–94  | Relatório |
| 20/12/2024 | 21:30 | Paulistano/Barueri         | 2–3    | Fluminense       | 25–23 | 25–21 | 17–25 | 19–25 | 11–15 | 97–109 | Relatório |
| 21/12/2024 | 18:00 | ABEL Moda Vôlei            | 0–3    | Pinheiros        | 19–25 | 12–25 | 30–32 |       |       | 61–82  | Relatório |
| 21/12/2024 | 21:00 | Osasco São Cristóvão Saúde | 3–1    | Brasília Vôlei   | 22–25 | 25–16 | 25–18 | 25–16 |       | 97–75  | Relatório |
| 22/12/2024 | 18:30 | Unilife Maringá            | 1–3    | Sesi/Vôlei Bauru | 20–25 | 25–22 | 21–25 | 16–25 |       | 82–97  | Relatório |

### Returno

#### 1ª Rodada
| Data       | Hora  |                            | Placar |                    | Set 1 | Set 2 | Set 3 | Set 4 | Set 5 | Total | Relatório |
| ---------- | ----- | -------------------------- | ------ | ------------------ | ----- | ----- | ----- | ----- | ----- | ----- | --------- |
| 07/01/2025 | 18:30 | Sesc RJ/Flamengo           | 3–0    | Brasília Vôlei     | 25–18 | 25–19 | 25–18 |       |       | 75–55 | Relatório |
| 07/01/2025 | 19:00 | Batavo Mackenzie           | 1–3    | Dentil Praia Clube | 21–25 | 25–17 | 23–25 | 22–25 |       | 91–92 | Relatório |
| 07/01/2025 | 19:30 | ABEL Moda Vôlei            | 0–3    | Gerdau Minas       | 17–25 | 21–25 | 17–25 |       |       | 55–75 | Relatório |
| 07/01/2025 | 20:00 | Osasco São Cristóvão Saúde | 3–1    | Unilife Maringá    | 25–20 | 22–25 | 25–21 | 25–22 |       | 97–88 | Relatório |
| 07/01/2025 | 21:30 | Sesi/Vôlei Bauru           | 3–0    | Paulistano/Barueri | 25–20 | 25–19 | 25–15 |       |       | 75–54 | Relatório |
| 08/01/2025 | 18:30 | Pinheiros                  | 1–3    | Fluminense         | 25–18 | 17–25 | 17–25 | 21–25 |       | 80–93 | Relatório |

#### 2ª Rodada
| Data       | Hora  |                    | Placar |                            | Set 1 | Set 2 | Set 3 | Set 4 | Set 5 | Total | Relatório |
| ---------- | ----- | ------------------ | ------ | -------------------------- | ----- | ----- | ----- | ----- | ----- | ----- | --------- |
| 10/01/2025 | 21:30 | Unilife Maringá    | 1–3    | Sesc RJ/Flamengo           | 25–22 | 19–25 | 15–25 | 21–25 |       | 80–97 | Relatório |
| 11/01/2025 | 18:00 | Paulistano/Barueri | 1–3    | Osasco São Cristóvão Saúde | 25–14 | 23–25 | 25–27 | 25–27 |       | 98–93 | Relatório |
| 11/01/2025 | 21:00 | Brasília Vôlei     | 0–3    | Dentil Praia Clube         | 19–25 | 22–25 | 18–25 |       |       | 59–75 | Relatório |
| 12/01/2025 | 19:30 | Fluminense         | 3–0    | ABEL Moda Vôlei            | 25–23 | 25–23 | 25–15 |       |       | 75–61 | Relatório |
| 13/01/2025 | 18:30 | Gerdau Minas       | 3–0    | Batavo Mackenzie           | 25–18 | 25–20 | 25–23 |       |       | 75–61 | Relatório |
| 13/01/2025 | 21:30 | Pinheiros          | 0–3    | Sesi/Vôlei Bauru           | 18–25 | 22–25 | 28–30 |       |       | 68–80 | Relatório |

#### 3ª Rodada
| Data       | Hora  |                            | Placar |                    | Set 1 | Set 2 | Set 3 | Set 4 | Set 5 | Total   | Relatório |
| ---------- | ----- | -------------------------- | ------ | ------------------ | ----- | ----- | ----- | ----- | ----- | ------- | --------- |
| 20/01/2025 | 18:30 | Sesc RJ/Flamengo           | 2–3    | Paulistano/Barueri | 25–21 | 24–26 | 25–23 | 22–25 | 13–15 | 109–110 | Relatório |
| 21/01/2025 | 18:30 | Dentil Praia Clube         | 3–0    | Unilife Maringá    | 25–22 | 25–18 | 25–19 |       |       | 75–59   | Relatório |
| 21/01/2025 | 21:30 | Sesi/Vôlei Bauru           | 3–0    | Fluminense         | 25–21 | 25–21 | 25–15 |       |       | 75–57   | Relatório |
| 22/01/2025 | 18:30 | Gerdau Minas               | 3–2    | Brasília Vôlei     | 22–25 | 18–25 | 30–28 | 25–20 | 15–10 | 110–108 | Relatório |
| 22/01/2025 | 21:30 | Osasco São Cristóvão Saúde | 1–3    | Pinheiros          | 24–26 | 25–15 | 18–25 | 22–25 |       | 89–91   | Relatório |
| 23/01/2025 | 18:30 | ABEL Moda Vôlei            | 1–3    | Batavo Mackenzie   | 20–25 | 25–21 | 17–25 | 17–25 |       | 79–96   | Relatório |

#### 4ª Rodada
| Data       | Hora  |                    | Placar |                            | Set 1 | Set 2 | Set 3 | Set 4 | Set 5 | Total   | Relatório |
| ---------- | ----- | ------------------ | ------ | -------------------------- | ----- | ----- | ----- | ----- | ----- | ------- | --------- |
| 26/01/2025 | 19:30 | Pinheiros          | 0–3    | Sesc RJ/Flamengo           | 19–25 | 23–25 | 22–25 |       |       | 64–75   | Relatório |
| 27/01/2025 | 18:30 | Sesi/Vôlei Bauru   | 3–1    | ABEL Moda Vôlei            | 25–10 | 25–23 | 21–25 | 25–21 |       | 96–79   | Relatório |
| 27/01/2025 | 21:30 | Fluminense         | 3–1    | Osasco São Cristóvão Saúde | 25–18 | 15–25 | 25–19 | 25–23 |       | 90–85   | Relatório |
| 28/01/2025 | 18:30 | Paulistano/Barueri | 3–1    | Dentil Praia Clube         | 20–25 | 25–19 | 32–30 | 25–10 |       | 102–84  | Relatório |
| 28/01/2025 | 19:30 | Brasília Vôlei     | 2–3    | Batavo Mackenzie           | 25–17 | 16–25 | 22–25 | 25–21 | 15–17 | 103–105 | Relatório |
| 28/01/2025 | 21:30 | Unilife Maringá    | 3–1    | Gerdau Minas               | 25–22 | 21–25 | 25–14 | 26–24 |       | 97–85   | Relatório |

#### 5ª Rodada
| Data       | Hora  |                            | Placar |                    | Set 1 | Set 2 | Set 3 | Set 4 | Set 5 | Total  | Relatório |
| ---------- | ----- | -------------------------- | ------ | ------------------ | ----- | ----- | ----- | ----- | ----- | ------ | --------- |
| 31/01/2025 | 21:30 | Sesc RJ/Flamengo           | 0–3    | Fluminense         | 24–26 | 20–25 | 21–25 |       |       | 65–76  | Relatório |
| 01/02/2025 | 21:00 | Osasco São Cristóvão Saúde | 3–0    | Sesi/Vôlei Bauru   | 25–16 | 25–19 | 25–19 |       |       | 75–54  | Relatório |
| 02/02/2025 | 18:30 | Gerdau Minas               | 3–0    | Paulistano/Barueri | 25–23 | 25–19 | 25–23 |       |       | 75–65  | Relatório |
| 03/02/2025 | 18:30 | Dentil Praia Clube         | 3–1    | Pinheiros          | 23–25 | 25–13 | 27–25 | 25–18 |       | 100–81 | Relatório |
| 03/02/2025 | 19:00 | Batavo Mackenzie           | 2–3    | Unilife Maringá    | 13–25 | 25–16 | 25–20 | 14–25 | 10–15 | 87–101 | Relatório |
| 05/02/2025 | 18:30 | ABEL Moda Vôlei            | 0–3    | Brasília Vôlei     | 22–25 | 13–25 | 11–25 |       |       | 46–75  | Relatório |

#### 6ª Rodada
| Data       | Hora  |                    | Placar |                            | Set 1 | Set 2 | Set 3 | Set 4 | Set 5 | Total  | Relatório |
| ---------- | ----- | ------------------ | ------ | -------------------------- | ----- | ----- | ----- | ----- | ----- | ------ | --------- |
| 13/02/2025 | 18:30 | Pinheiros          | 0–3    | Gerdau Minas               | 16–25 | 19–25 | 23–25 |       |       | 58–75  | Relatório |
| 13/02/2025 | 21:30 | Fluminense         | 1–3    | Dentil Praia Clube         | 17–25 | 8–25  | 25–19 | 18–25 |       | 68–94  | Relatório |
| 14/02/2025 | 18:30 | ABEL Moda Vôlei    | 0–3    | Osasco São Cristóvão Saúde | 21–25 | 19–25 | 21–25 |       |       | 61–75  | Relatório |
| 14/02/2025 | 21:30 | Sesi/Vôlei Bauru   | 3–0    | Sesc RJ/Flamengo           | 25–16 | 25–17 | 31–29 |       |       | 81–62  | Relatório |
| 15/02/2025 | 16:00 | Paulistano/Barueri | 3–1    | Batavo Mackenzie           | 25–19 | 25–19 | 27–29 | 25–22 |       | 102–89 | Relatório |
| 16/02/2025 | 16:00 | Unilife Maringá    | 3–0    | Brasília Vôlei             | 25–22 | 25–23 | 25–22 |       |       | 75–67  | Relatório |

#### 7ª Rodada
| Data       | Hora  |                    | Placar |                            | Set 1 | Set 2 | Set 3 | Set 4 | Set 5 | Total   | Relatório |
| ---------- | ----- | ------------------ | ------ | -------------------------- | ----- | ----- | ----- | ----- | ----- | ------- | --------- |
| 20/02/2025 | 18:30 | Brasília Vôlei     | 0–3    | Paulistano/Barueri         | 16–25 | 29–31 | 19–25 |       |       | 64–81   | Relatório |
| 20/02/2025 | 21:30 | Gerdau Minas       | 2–3    | Fluminense                 | 25–15 | 18–25 | 23–25 | 25–23 | 14–16 | 105–104 | Relatório |
| 21/02/2025 | 18:30 | Batavo Mackenzie   | 2–3    | Pinheiros                  | 25–18 | 23–25 | 22–25 | 25–22 | 13–15 | 108–105 | Relatório |
| 21/02/2025 | 19:30 | ABEL Moda Vôlei    | 3–1    | Unilife Maringá            | 25–20 | 25–11 | 17–25 | 25–15 |       | 92–71   | Relatório |
| 21/02/2025 | 21:30 | Sesc RJ/Flamengo   | 3–0    | Osasco São Cristóvão Saúde | 25–19 | 25–20 | 25–15 |       |       | 75–54   | Relatório |
| 22/02/2025 | 21:00 | Dentil Praia Clube | 3–1    | Sesi/Vôlei Bauru           | 16–25 | 25–22 | 25–18 | 25–14 |       | 91–79   | Relatório |

#### 8ª Rodada
| Data       | Hora  |                            | Placar |                    | Set 1 | Set 2 | Set 3 | Set 4 | Set 5 | Total   | Relatório |
| ---------- | ----- | -------------------------- | ------ | ------------------ | ----- | ----- | ----- | ----- | ----- | ------- | --------- |
| 26/02/2025 | 18:30 | ABEL Moda Vôlei            | 0–3    | Sesc RJ/Flamengo   | 20–25 | 22–25 | 23–25 |       |       | 65–75   | Relatório |
| 26/02/2025 | 21:30 | Fluminense                 | 3–1    | Batavo Mackenzie   | 25–20 | 25–14 | 18–25 | 25–23 |       | 93–82   | Relatório |
| 27/02/2025 | 18:30 | Sesi/Vôlei Bauru           | 0–3    | Gerdau Minas       | 13–25 | 22–25 | 25–27 |       |       | 60–77   | Relatório |
| 27/02/2025 | 21:30 | Osasco São Cristóvão Saúde | 3–2    | Dentil Praia Clube | 23–25 | 22–25 | 28–26 | 31–29 | 15–12 | 119–117 | Relatório |
| 28/02/2025 | 18:30 | Pinheiros                  | 3–1    | Brasília Vôlei     | 35–37 | 25–17 | 25–13 | 28–26 |       | 113–93  | Relatório |
| 28/02/2025 | 21:30 | Paulistano/Barueri         | 3–0    | Unilife Maringá    | 25–22 | 25–18 | 25–21 |       |       | 75–61   | Relatório |

#### 9ª Rodada
| Data       | Hora  |                    | Placar |                            | Set 1 | Set 2 | Set 3 | Set 4 | Set 5 | Total   | Relatório |
| ---------- | ----- | ------------------ | ------ | -------------------------- | ----- | ----- | ----- | ----- | ----- | ------- | --------- |
| 06/03/2025 | 18:30 | ABEL Moda Vôlei    | 0–3    | Paulistano/Barueri         | 22–25 | 21–25 | 18–25 |       |       | 61–75   | Relatório |
| 07/03/2025 | 19:30 | Unilife Maringá    | 3–0    | Pinheiros                  | 25–21 | 25–15 | 25–18 |       |       | 75–54   | Relatório |
| 08/03/2025 | 18:00 | Batavo Mackenzie   | 3–1    | Sesi/Vôlei Bauru           | 28–26 | 15–25 | 25–22 | 25–23 |       | 93–96   | Relatório |
| 08/03/2025 | 21:00 | Brasília Vôlei     | 3–1    | Fluminense                 | 25–18 | 25–23 | 22–25 | 26–24 |       | 98–90   | Relatório |
| 17/03/2025 | 21:00 | Gerdau Minas       | 3–2    | Osasco São Cristóvão Saúde | 25–15 | 25–22 | 26–28 | 24–26 | 20–18 | 120–109 | Relatório |
| 18/03/2025 | 18:00 | Dentil Praia Clube | 3–1    | Sesc RJ/Flamengo           | 25–23 | 23–25 | 25–22 | 25–20 |       | 98–90   | Relatório |

#### 10ª Rodada
| Data       | Hora  |                            | Placar |                    | Set 1 | Set 2 | Set 3 | Set 4 | Set 5 | Total   | Relatório |
| ---------- | ----- | -------------------------- | ------ | ------------------ | ----- | ----- | ----- | ----- | ----- | ------- | --------- |
| 13/03/2025 | 21:00 | Osasco São Cristóvão Saúde | 3–0    | Batavo Mackenzie   | 25–22 | 25–21 | 25–20 |       |       | 75–63   | Relatório |
| 14/03/2025 | 16:00 | Brasília Vôlei             | 3–0    | Sesi/Vôlei Bauru   | 25–21 | 25–14 | 25–20 |       |       | 75–55   | Relatório |
| 14/03/2025 | 18:30 | Paulistano/Barueri         | 3–1    | Pinheiros          | 25–18 | 24–26 | 25–21 | 25–21 |       | 99–86   | Relatório |
| 14/03/2025 | 19:00 | ABEL Moda Vôlei            | 2–3    | Dentil Praia Clube | 20–25 | 16–25 | 25–23 | 25–23 | 17–19 | 103–115 | Relatório |
| 14/03/2025 | 21:30 | Gerdau Minas               | 3–1    | Sesc RJ/Flamengo   | 27–29 | 25–19 | 25–23 | 25–22 |       | 102–93  | Relatório |
| 15/03/2025 | 18:30 | Fluminense                 | 3–0    | Unilife Maringá    | 25–20 | 30–28 | 25–22 |       |       | 80–70   | Relatório |

#### 11ª Rodada
| Data       | Hora  |                  | Placar |                            | Set 1 | Set 2 | Set 3 | Set 4 | Set 5 | Total  | Relatório |
| ---------- | ----- | ---------------- | ------ | -------------------------- | ----- | ----- | ----- | ----- | ----- | ------ | --------- |
| 21/03/2025 | 21:00 | Gerdau Minas     | 1–3    | Dentil Praia Clube         | 25–21 | 26–28 | 19–25 | 24–26 |       | 94–100 | Relatório |
| 21/03/2025 | 21:00 | Sesc RJ/Flamengo | 3–0    | Batavo Mackenzie           | 25–19 | 28–26 | 25–9  |       |       | 78–54  | Relatório |
| 21/03/2025 | 21:30 | Pinheiros        | 3–0    | ABEL Moda Vôlei            | 25–19 | 25–15 | 25–17 |       |       | 75–51  | Relatório |
| 21/03/2025 | 21:30 | Brasília Vôlei   | 0–3    | Osasco São Cristóvão Saúde | 23–25 | 23–25 | 27–29 |       |       | 73–79  | Relatório |
| 21/03/2025 | 21:30 | Sesi/Vôlei Bauru | 3–0    | Unilife Maringá            | 25–23 | 26–24 | 25–20 |       |       | 76–67  | Relatório |
| 21/03/2025 | 21:30 | Fluminense       | 3–2    | Paulistano/Barueri         | 25–13 | 17–25 | 25–16 | 26–28 | 15–9  | 108–91 | Relatório |

## Playoffs
|  | Quartas de final                  | Quartas de final                  | Quartas de final                  | Quartas de final                  | Quartas de final                  |   |                            | Semifinais               | Semifinais               | Semifinais               | Semifinais               | Semifinais               |  |  | Final                                     | Final                                     | Final                                     | Final                                     | Final                                     | Final                                     | Final                                     |
|  | 28 de março a 10 de abril de 2025 | 28 de março a 10 de abril de 2025 | 28 de março a 10 de abril de 2025 | 28 de março a 10 de abril de 2025 | 28 de março a 10 de abril de 2025 |   |                            | 15 a 25 de abril de 2025 | 15 a 25 de abril de 2025 | 15 a 25 de abril de 2025 | 15 a 25 de abril de 2025 | 15 a 25 de abril de 2025 |  |  | 1 de maio de 2025 - Ginásio do Ibirapuera | 1 de maio de 2025 - Ginásio do Ibirapuera | 1 de maio de 2025 - Ginásio do Ibirapuera | 1 de maio de 2025 - Ginásio do Ibirapuera | 1 de maio de 2025 - Ginásio do Ibirapuera | 1 de maio de 2025 - Ginásio do Ibirapuera | 1 de maio de 2025 - Ginásio do Ibirapuera |
|  |                                   |                                   |                                   |                                   |                                   |   |                            |                          |                          |                          |                          |                          |  |  |                                           |                                           |                                           |                                           |                                           |                                           |                                           |
|  | 1°                                | Dentil Praia Clube                | 3                                 | 3                                 | -                                 |   |                            |                          |                          |                          |                          |                          |  |  |                                           |                                           |                                           |                                           |                                           |                                           |                                           |
|  | 8°                                | Unilife Maringá                   | 1                                 | 0                                 | -                                 |   |                            |                          |                          |                          |                          |                          |  |  |                                           |                                           |                                           |                                           |                                           |                                           |                                           |
|  | 8°                                | Unilife Maringá                   | 1                                 | 0                                 | -                                 |   | 1°                         | Dentil Praia Clube       | 1                        | 0                        | -                        |                          |  |  |                                           |                                           |                                           |                                           |                                           |                                           |                                           |
|  |                                   |                                   |                                   |                                   |                                   |   | 1°                         | Dentil Praia Clube       | 1                        | 0                        | -                        |                          |  |  |                                           |                                           |                                           |                                           |                                           |                                           |                                           |
|  |                                   | 5°                                | Sesi/Vôlei Bauru                  | 3                                 | 3                                 | - |                            |                          |                          |                          |                          |                          |  |  |                                           |                                           |                                           |                                           |                                           |                                           |                                           |
|  | 4°                                | 5°                                | Sesi/Vôlei Bauru                  | 3                                 | 3                                 | - | Fluminense                 | 0                        | 3                        | 1                        |                          |                          |  |  |                                           |                                           |                                           |                                           |                                           |                                           |                                           |
|  | 4°                                |                                   |                                   |                                   |                                   |   | Fluminense                 | 0                        | 3                        | 1                        |                          |                          |  |  |                                           |                                           |                                           |                                           |                                           |                                           |                                           |
|  | 5°                                | Sesi/Vôlei Bauru                  | 3                                 | 0                                 | 3                                 |   |                            |                          |                          |                          |                          |                          |  |  |                                           |                                           |                                           |                                           |                                           |                                           |                                           |
|  |                                   |                                   |                                   |                                   |                                   |   |                            |                          |                          |                          |                          |                          |  |  | 5°                                        | Sesi/Vôlei Bauru                          | 1                                         |                                           |                                           |                                           |                                           |
|  |                                   |                                   | 3°                                | Osasco São Cristóvão Saúde        | 3                                 |   |                            |                          |                          |                          |                          |                          |  |  |                                           |                                           |                                           |                                           |                                           |                                           |                                           |
|  | 2°                                | Gerdau Minas                      | 3                                 | 3                                 | -                                 |   |                            |                          |                          |                          |                          |                          |  |  |                                           |                                           |                                           |                                           |                                           |                                           |                                           |
|  | 7°                                | Paulistano/Barueri                | 1                                 | 0                                 | -                                 |   |                            |                          |                          |                          |                          |                          |  |  |                                           |                                           |                                           |                                           |                                           |                                           |                                           |
|  | 7°                                | Paulistano/Barueri                | 1                                 | 0                                 | -                                 |   | 2°                         | Gerdau Minas             | 3                        | 2                        | 0                        |                          |  |  |                                           |                                           |                                           |                                           |                                           |                                           |                                           |
|  |                                   |                                   |                                   |                                   |                                   |   | 2°                         | Gerdau Minas             | 3                        | 2                        | 0                        |                          |  |  |                                           |                                           |                                           |                                           |                                           |                                           |                                           |
|  |                                   | 3°                                | Osasco São Cristóvão Saúde        | 0                                 | 3                                 | 3 |                            |                          |                          |                          |                          |                          |  |  |                                           |                                           |                                           |                                           |                                           |                                           |                                           |
|  | 3°                                | 3°                                | Osasco São Cristóvão Saúde        | 0                                 | 3                                 | 3 | Osasco São Cristóvão Saúde | 3                        | 3                        | -                        |                          |                          |  |  |                                           |                                           |                                           |                                           |                                           |                                           |                                           |
|  | 3°                                |                                   |                                   |                                   |                                   |   | Osasco São Cristóvão Saúde | 3                        | 3                        | -                        |                          |                          |  |  |                                           |                                           |                                           |                                           |                                           |                                           |                                           |
|  | 6°                                | Sesc RJ/Flamengo                  | 1                                 | 0                                 | -                                 |   |                            |                          |                          |                          |                          |                          |  |  |                                           |                                           |                                           |                                           |                                           |                                           |                                           |

### Quartas de final
| Data       | Hora    |                            | Placar  |                            | Set 1   | Set 2   | Set 3   | Set 4   | Set 5   | Total   | Relatório |
| 1º x 8º    | 1º x 8º | 1º x 8º                    | 1º x 8º | 1º x 8º                    | 1º x 8º | 1º x 8º | 1º x 8º | 1º x 8º | 1º x 8º | 1º x 8º | 1º x 8º   |
| ---------- | ------- | -------------------------- | ------- | -------------------------- | ------- | ------- | ------- | ------- | ------- | ------- | --------- |
| 29/03/2025 | 18:00   | Unilife Maringá            | 1–3     | Dentil Praia Clube         | 19–25   | 25–23   | 18–25   | 17–25   |         | 79–98   | Relatório |
| 04/04/2025 | 21:00   | Dentil Praia Clube         | 3–0     | Unilife Maringá            | 25–19   | 25–14   | 25–19   |         |         | 75–52   | Relatório |
| 2º x 7º    |         |                            |         |                            |         |         |         |         |         |         |           |
| 28/03/2025 | 21:00   | Gerdau Minas               | 3–1     | Paulistano/Barueri         | 25–19   | 27–25   | 22–25   | 25–21   |         | 99–90   | Relatório |
| 03/04/2025 | 21:00   | Paulistano/Barueri         | 1–3     | Gerdau Minas               | 26–28   | 25–21   | 22–25   | 29–31   |         | 102–105 | Relatório |
| 3º x 6º    |         |                            |         |                            |         |         |         |         |         |         |           |
| 28/03/2025 | 18:00   | Osasco São Cristóvão Saúde | 3–1     | Sesc RJ/Flamengo           | 22–25   | 25–20   | 25–17   | 25–16   |         | 97–78   | Relatório |
| 02/04/2025 | 21:00   | Sesc RJ/Flamengo           | 0–3     | Osasco São Cristóvão Saúde | 18–25   | 21–25   | 23–25   |         |         | 62–75   | Relatório |
| 4º x 5º    |         |                            |         |                            |         |         |         |         |         |         |           |
| 28/03/2025 | 18:00   | Sesi/Vôlei Bauru           | 3–0     | Fluminense                 | 25–15   | 25–14   | 25–16   |         |         | 75–45   | Relatório |
| 03/04/2025 | 18:00   | Fluminense                 | 3–0     | Sesi/Vôlei Bauru           | 26–24   | 25–20   | 25–21   |         |         | 76–65   | Relatório |
| 10/04/2025 | 18:00   | Fluminense                 | 1–3     | Sesi/Vôlei Bauru           | 25–20   | 13–25   | 21–25   | 17–25   |         | 76–95   | Relatório |

### Semifinais
| Data       | Hora  |                            | Placar |                            | Set 1 | Set 2 | Set 3 | Set 4 | Set 5 | Total   | Relatório |
| x          | x     | x                          | x      | x                          | x     | x     | x     | x     | x     | x       | x         |
| ---------- | ----- | -------------------------- | ------ | -------------------------- | ----- | ----- | ----- | ----- | ----- | ------- | --------- |
| 18/04/2025 | 21:00 | Dentil Praia Clube         | 1–3    | Sesi/Vôlei Bauru           | 25–23 | 18–25 | 22–25 | 23–25 |       | 88–98   | Relatório |
| 22/04/2025 | 21:00 | Sesi/Vôlei Bauru           | 3–0    | Dentil Praia Clube         | 25–20 | 25–17 | 29–27 |       |       | 79–64   | Relatório |
| x          |       |                            |        |                            |       |       |       |       |       |         |           |
| 15/04/2025 | 21:00 | Gerdau Minas               | 3–0    | Osasco São Cristóvão Saúde | 28–26 | 25–22 | 25–14 |       |       | 78–62   | Relatório |
| 21/04/2025 | 21:00 | Osasco São Cristóvão Saúde | 3–2    | Gerdau Minas               | 33–31 | 23–25 | 22–25 | 30–28 | 15–13 | 123–122 | Relatório |
| 25/04/2025 | 20:00 | Gerdau Minas               | 0–3    | Osasco São Cristóvão Saúde | 22–25 | 19–25 | 20–25 |       |       | 61–75   | Relatório |

### Final
| Data       | Hora  |                  | Placar |                            | Set 1 | Set 2 | Set 3 | Set 4 | Set 5 | Total | Relatório |
| ---------- | ----- | ---------------- | ------ | -------------------------- | ----- | ----- | ----- | ----- | ----- | ----- | --------- |
| 01/05/2025 | 15:45 | Sesi/Vôlei Bauru | 1–3    | Osasco São Cristóvão Saúde | 24–26 | 25–19 | 26–28 | 20–25 |       | 95–98 | Relatório |

## Classificação final
| Posição           | Equipe                     | Classificação/rebaixamento      |
| ----------------- | -------------------------- | ------------------------------- |
| Medalha de ouro   | Osasco São Cristóvão Saúde | Sul-Americano de Clubes de 2026 |
| Medalha de prata  | Sesi/Vôlei Bauru           | Superliga Série A de 2025–26    |
| Medalha de bronze | Dentil Praia Clube         | Superliga Série A de 2025–26    |
| 4                 | Gerdau Minas               | Superliga Série A de 2025–26    |
| 5                 | Fluminense                 | Superliga Série A de 2025–26    |
| 6                 | Sesc RJ/Flamengo           | Superliga Série A de 2025–26    |
| 7                 | Paulistano/Barueri         | Superliga Série A de 2025–26    |
| 8                 | Unilife Maringá            | Superliga Série A de 2025–26    |
| 9                 | Batavo Mackenzie           | Superliga Série A de 2025–26    |
| 10                | Brasília Vôlei             | Superliga Série A de 2025–26    |
| 11                | EC Pinheiros               | Superliga Série B de 2026       |
| 12                | ABEL Moda Vôlei            | Superliga Série B de 2026       |

| Superliga Série A de 2024–25                    |
| São Paulo                                       |
| ----------------------------------------------- |
| Osasco São Cristóvão Saúde Campeão (6.º título) |

| Elenco |
| --- |
| Giovana Gasparini, Valquíria Dullius, Natália Pereira, Maira Cipriano, Camila Brait , Tifanny Abreu, Callie Schwarzenbach, Kenya Malachias, Polina Rahimova, Nelmaira Valdéz, Larissa Besen, Mayara Barcelos, Maria Clara Carvalhaes, Geovana Freitas, Silvana Papini, Sophia Dantas, Amanda Danielli, Ana Luiza Berto |
| Técnico |
| Luizomar de Moura |

### Seleção da Superliga
As atletas, técnico e árbitro que se destacaram individualmente foram:
| Posição                         | Jogador                    | Equipe                     |
| ------------------------------- | -------------------------- | -------------------------- |
| MVP                             | Natália Pereira            | Osasco São Cristóvão Saúde |
| Melhor oposto                   | Kisy                       | Gerdau Minas               |
| 1º melhor ponteira              | Natália Pereira            | Osasco São Cristóvão Saúde |
| 2º melhor ponteira              | Sofya Kuznetsova           | Dentil Praia Clube         |
| 1º melhor central               | Adenízia Silva             | Dentil Praia Clube         |
| 2º melhor central               | Thaísa Daher               | Gerdau Minas               |
| Melhor levantadora              | Dani Lins                  | Sesi/Vôlei Bauru           |
| Melhor líbero                   | Camila Brait               | Osasco São Cristóvão Saúde |
| MVP da Final (Troféu VivaVôlei) | Camila Brait               | Osasco São Cristóvão Saúde |
| Atleta revelação                | Jheovana Emanuele          | Paulistano/Barueri         |
| Melhor saque                    | Jheovana Emanuele          | Paulistano/Barueri         |
| Melhor técnico                  | Luizomar de Moura          | Osasco São Cristóvão Saúde |
| Melhor árbitro                  | Angela Araújo Gusmão Grass | Federação Gaúcha           |

## Estatísticas
| - Atualizado até 1 de maio de 2025 \| Rank \| Jogador \| Clube \| Pontos \| \| ---- \| -------- \| -------------------------- \| ------ \| \| 1 \| Ariane \| Fluminense \| 524 \| \| 2 \| Kisy \| Gerdau Minas \| 523 \| \| 3 \| Jheovana \| Barueri \| 462 \| \| 4 \| Tifanny \| Osasco São Cristóvão Saúde \| 442 \| \| 5 \| Payton \| Dentil Praia Clube \| 375 \| \| 6 \| Natália \| Osasco São Cristóvão Saúde \| 362 \| Todos os pontos marcados. Fonte: CBV |          |                            |        |
| Rank | Jogador  | Clube                      | Pontos |
| 1 | Ariane   | Fluminense                 | 524    |
| 2 | Kisy     | Gerdau Minas               | 523    |
| 3 | Jheovana | Barueri                    | 462    |
| 4 | Tifanny  | Osasco São Cristóvão Saúde | 442    |
| 5 | Payton   | Dentil Praia Clube         | 375    |
| 6 | Natália  | Osasco São Cristóvão Saúde | 362    |

### Melhor bloqueadora
- Atualizado até 1 de maio de 2025

| Rank | Jogador      | Clube              | Pontos |
| ---- | ------------ | ------------------ | ------ |
| 1    | Adenízia     | Dentil Praia Clube | 93     |
| 2    | Mayany       | Sesi/Vôlei Bauru   | 91     |
| 3    | Lays Freitas | Fluminense         | 89     |
| 4    | Luzia Nezzo  | Barueri            | 86     |
| 5    | Thaísa       | Gerdau Minas       | 85     |

Pontos marcados com bloqueios vencedores. Fonte: CBV

### Melhor sacadora
- Atualizado até 1 de maio de 2025

| Rank | Jogador    | Clube            | Pontos |
| ---- | ---------- | ---------------- | ------ |
| 1    | Jheovana   | Barueri          | 30     |
| 2    | Thaísa     | Gerdau Minas     | 29     |
| 3    | Brie       | Sesc RJ/Flamengo | 23     |
| 4    | Kisy       | Gerdau Minas     | 23     |
| 5    | Ana Medina | Brasília Vôlei   | 21     |
| 6    | Ariane     | Fluminense       | 21     |

Pontos marcados no saque ace. Fonte: CBV